# 苏维埃大学
苏维埃大学是中华苏维埃共和国的一所大学，位于瑞金的中华苏维埃共和国中央政府所在地附近。

## 沿革
1933年8月16日召开的中华苏维埃共和国中央人民委员会第48次常会决定创办苏维埃大学，并任命毛泽东、沙可夫、林伯渠、梁柏台、潘汉年等五人为大学委员会委员，毛泽东为校长，沙可夫为副校长。8月21日，召开大学委员会第一次会议，确定学校建校、招生、开学等事项。9月初，正式开学。学员和少量技术工人动手，用松杂木和毛竹、茅草盖起五栋校舍，师生上课、住宿都在里面。石头、土坯上搁块木板，就成了课桌；几块竹片铺在一起，就成了床。
1934年2月，瞿秋白从上海来到瑞金后，接替毛泽东出任苏维埃大学校长。该校副校长亦改由徐特立担任。
苏维埃大学专门培养苏区急需的经济、政治和文教等方面的地方干部，学员须在机关团体或党团工作半年以上表现出色，具有革命经验。大学下设特别班和普通班，设有土地、国民经济、财政、农村检察、教育、内务、劳动、司法等8个班，课程包括理论、实际问题研究和实习3部分，修业期限为半年。
毛泽东、张闻天、王稼祥、瞿秋白、林伯渠、梁柏台、吴亮平、陈潭秋等人，都曾在苏维埃大学任课。
1934年7月，苏维埃大学并入马克思共产主义学校，即中共中央党校。